# Amenemope (Sohn des Kanacht)
Amenemope, Sohn des Kanacht war vermutlich ein altägyptischer hoher Beamter der 19. Dynastie (Neues Reich). Die wenigen Informationen zu seiner Person stammen aus dem Prolog der „Lehre für das Leben“, der ihn als Autor benennt. Seine Identität und Existenz werden von verschiedenen Forschern hinterfragt und sogar in Zweifel gezogen.

## Die Lehre des Amenemope
Bekannt wurde Amenemope durch sein Werk „Lehre für das Leben“, das vollständig auf dem Londoner Papyrus BM 10474 (aus der 26. Dynastie) erhalten ist und von dem der Titel bzw. einzelne Abschnitte auf einem weiteren Papyrus (Stockholm MM 18416), auf Schreibtafeln aus schulischem Kontext (heute in Turin, Paris und Moskau), einem Graffito (in Medinet Habu) sowie einem Ostrakon aus dem 10. Jh. v. Chr. (heute in Kairo) bezeugt sind. Das Ostrakon ist als ältester Textzeuge für die Datierung wichtig.
Die Lehre des Amenemope richtet sich an seinen jüngsten Sohn, Hor-em-maa-cheru („Horus ist bestätigt“), der in Panopolis zum Priester des Min ernannt wurde und nun hochrangige Titel wie „Ausgießer der Libationen des Min-Kamutef“ sowie „Aufseher über die schwarzen Rinder auf der Terrasse des Min“ führt.
In genau 30 Kapiteln, die ungewöhnlicherweise durch Zahlen (statt durch Rubra) aufgeteilt werden, lehrt Amenemope seinen Sohn, wie er zu leben und zu wirken habe, damit dieser „guter Mensch vor allen Anderen“ werde. Die Lehren sind von Tiefgründigkeit, Subtilität und Moral gekennzeichnet und beinhalten gehobene Metaphern, die heute teilweise schwer nachzuvollziehen sind. Unter anderem rät Amenemope in Kapitel 4 dazu, Mitmenschen nicht zu betrügen, sich ihnen gegenüber nicht arrogant aufzuführen und/oder sie zu benachteiligen. In Kapitel 25 ruft er außerdem dazu auf, Verkrüppelte, Minderwüchsige und Blinde nicht zu hänseln und/oder über geistig behinderte Menschen zu lachen und Mitmenschen zur Toleranz anzuhalten: „Lache nicht über einen Blinden und spotte nicht über einen Zwerg! Erschwere nicht das Befinden eines Krüppels! Verspotte nicht den Mensch, der in der Hand Gottes (geistig behindert) ist!“. Damit offenbaren sich in der Lehre des Amenemope soziale wie gesellschaftliche Wertstellungen, die für seine Zeit vielleicht nicht mehr selbstverständlich waren. Die Lehre des Amenemope gilt heute als Meisterwerk der geschriebenen Prosa und der Philosophie.
Besonderes Interesse hat die enge Verbindung mit einem Abschnitt des biblischen Proverbien-Buches auf sich gezogen. Entgegen früheren Annahmen ist durch die Datierung der ältesten Textzeugen inzwischen klar, dass Spr 22,17–23,11 von der Lehre des Amenemope abhängig ist und nicht umgekehrt.

## Fragen zur Person
Gemäß dem Prolog der „Lehre des Amenemope“ im Londoner Papyrus war Amenemope ein hochrangiger Verwaltungsbeamter. Er beschreibt sich selbst als „Aufseher über das Getreide“, „Nahrungsmittelverwalter“, „Gerechtfertigt in Ta-Wer“ und „Gerechtfertigt in Ipu“. Er war nach eigenen Angaben mit einer Dame namens Tausret verheiratet. Diese war „Sistrumspielerin des Schu und der Tefnut“ und „Vorsingerin des Horus“. Er scheint mehrere Söhne gehabt zu haben, da er Hor-em-maa-cheru als seinen „jüngsten Sohn“ bezeichnet.
Im Laufe der Forschung um Amenemopes Person wurde wiederholt die Frage aufgeworfen, ob er tatsächlich existiert hat, oder ob sein Name ein Pseudonym für einen oder mehrere Autoren war, die ihre Identität nicht preisgeben konnten, wollten oder durften. Hintergrund der Annahme ist bereits die Nennung eines Autors in einem altägyptischen Schriftwerk. Für gewöhnlich waren literarische Werke anonym, sodass heute in den meisten Fällen keinerlei Rückschlüsse auf jegliche Autorenschaft geschlossen werden können. Ein anschauliches Beispiel anonymer Werke ist der Papyrus Westcar (vermutlich 13. Dynastie), der zwar gehobene Literatur enthält, dessen Autor aber nicht signiert hat. Bestärkt wird die Vermutung der fiktiven Identität von Amenemope unter anderem dadurch, dass „Amenemope“ im Neuen Reich ein sehr häufiger Name war und nicht auffiel. Auch der Name von Amenemopes vorgeblichen Vater, Kanacht („Starker Stier“) war sehr häufig anzutreffen. Hinzu kommt das Unauffindbarbleiben von Amenemopes Grabanlage. Laut dem Papyrus soll Amenemope ein Grab in Senut, der Nekropole von Panopolis, besessen haben, doch konnte bis heute kein Grab ausfindig gemacht werden, das einem Besitzer namens „Amenemope, Sohn des Kanacht“ gehört.